# Бирюков, Владимир Павлович
Влади́мир Па́влович Бирюко́в (10 [22] июля 1888, Першинское, Пермская губерния — 18 июня 1971, Свердловск) — ураловед, краевед,  лексикограф, музеевед, архивовед, археолог, историк, фольклорист, автор более 30 книг и брошюр, член Союза писателей СССР (1955).

## Биография
Владимир Бирюков родился 10 (22) июля 1888 года в семье псаломщика и секретаря-счетовода ссудно-сберегательного товарищества в селе Першинском Першинской волости Шадринского уезда Пермской губернии, ныне село входит в Далматовский муниципальный округ Курганской области.
В 1895—1898 годах обучался в Першинском земском училище, в 1898—1902 годах — в Камышловском духовном училище,
В 1902 году поступил и в 1908 году окончил Пермскую духовную семинарию, но священником стать не захотел. В 1909 году организовал в селе Першинском первый в Зауралье сельский музей.
В 1908 году поступил и 1 (14) июня 1912 года окончил Казанский ветеринарный институт; был приглашен Херсонским губернским земством на должность эпизоотического врача в Кривой Рог. Но уже в конце того же месяца, по предложению Московского губернского земства, занял должность участкового
ветеринарного врача в городе Подольске. В начале сентября 1912 года он переехал в Москву, где был принят в качестве студента одновременно в Московский сельскохозяйственный институт и Московский археологический институт, при этом продолжил работать участковым ветеринарным врачом в Сергиевом Посаде.
В конце июля 1914 года был мобилизован на военную службу и назначен ветеринарным врачом в 8-й Уральский казачий полк, формировавшийся в городе Уральске и выступивший в середине августа в поход на фронт. 2 (15) сентября 1914 года одна из лошадей кованым копытом ударила его в левую голень и сломала кость. Он был отправлен в полевой госпиталь, а оттуда эвакуирован в Москву на лечение; на костылях ходил на занятия в Археологический институт и Исторический музей, где работал над диссертацией на звание учёного археолога.
В январе 1915 года вновь был отправлен в действующую армию, но из-за перелома ноги не мог ездить верхом на лошади, и был переведен с передовых позиций в Бердичевский конский запас. В промежуток между службой на фронте и проездом в город Бердичев прибыл в Москву и 18 февраля (3 марта)  1915 года защитил в Археологическом институте диссертацию «Описание древностей, найденных в Бакланской волости, Шадринского уезда, Пермской губернии». После чего продолжил службу в различных частях конского запаса в Киевском военном округе. В феврале 1916 года он был назначен младшим ветеринарным врачом в ветеринарный лазарет в
город Хорол Полтавской губернии во вновь формируемый Полтавский конский запас. Там интересовался археологией и исследованием края. 3 (16) апреля 1917 года в Земской
управе открыл «Выставку древностей и украинского народного искусства» наоснове которой был создан Хорольський районный краеведческий музей (укр. Хорольський районний краєзнавчий музей), просуществовавший до 1937 года. В конце июля 1917 года слушал лекции по украиноведению, которые читал Вадим Михайлович Щербаковский, о котором Бирюков написал статью.
С 30 августа (12 сентября)  1917 года находился в отпуске в городе Шадринске. 26 декабря 1917 года (8 января 1918 года) организовал в городе Шадринске научное хранилище (сейчас — Шадринский краеведческий музей им. В. П. Бирюкова и Государственный архив в г. Шадринске), переведя в г. Шадринск материалы организованного в 1910 году сельского музея в селе Першинском.
В конце января 1919 года был мобилизован в качестве ветеринара в Русскую армию адмирала А.В. Колчака. С отступающими войсками прибыл в город Томск. С конца 1919 года — вольнослушатель историко-филологического факультета Томского университета. За конкурсную работу по местным наречиям Томский университет присудил ему серебряную медаль.
В 1920 году историко-филологический факультет Пермского университета избрал его на должность заведующего музеем древностей.
В 1920 году продолжил работать директором Шадринского научного хранилища, оставаясь на данном посту до 1931 года.
В 1923 году избран сначала членом-корреспондентом, а потом действительным членом Центрального бюро краеведения при Академии наук СССР, активно участвовал в работе конференций, пленумов Центрального бюро краеведения. В сентябре 1925 года В. П. Бирюков был участником торжеств, посвященных 200-летию Академии наук СССР, был избран членом Президиума торжественного заседания в Большом театре 13 сентября 1925 года.
В начале 1920-х годов Академия наук возобновила издание «Словаря русского языка». До 1933 года В. П. Бирюков принимал в его издании непосредственное участие, высылая дополнения. В предисловии к 14 выпускам словаря имя В. П. Бирюкова помещено в числе лиц, содействующих полноте выпуска.
В июне 1927 года был арестован, но вскоре освобождён.
С сентября 1931 года по 1937 год работал в Свердловске, в областном бюро краеведения.
Поддерживал отношения (встречи, переписка) с ровесниками-земляками — скульптором И. Д. Шадром (1887—1941), классиком отечественной библиографии Н. В. Здобновым (1888—1942).
6 мая 1937 года получил документ о смерти сына в тюрьме.
С 1937 года жил в Шадринске. Собранную в течение четверти века коллекцию книг и периодических изданий» общей численностью 80 тысяч единиц незадолго до войны передал в Челябинскую областную библиотеку. Поскольку «физически» принять такой объём Челябинск был не готов, временный филиал Челябинской областной библиотеки был образован в Шадринске, во дворе Шадринского военкомата. Во время Великой Отечественной войны всё книжно-журнальное имущество из военкомата было перевезено в закрытую кладбищенскую церковь Воскресения Словущего. В 1943–1944 годах библиотека Шадринского государственного педагогического института, имевшая до этого 30 тысяч экземпляров, пополнилась 10 тысячами книг из фонда «бирюковского» филиала бывшей Челябинской областной библиотеки. В 1942—1946 годах Бирюков читал курсы фольклора в Шадринском педагогическом институте.
В 1946—1956 годах преподавал курс русского фольклора и древней литературы в Челябинском педагогическом институте.
10 февраля 1955 года был принят в члены Союза писателей СССР, состоял на учёте в Свердловском отделении Союза писателей.
С декабря 1957 года проводил регулярные еженедельные практические занятия со студентами Шадринского пединститута.
В октябре 1963 года В. П. Бирюков переехал в  Свердловск и перевёз из Шадринска своё собрание документов, По решению Свердловского облисполкома из собрания рукописей и книг краеведа в 1964 году был организован Уральский архив литературы и искусства, директором которого на общественных началах стал В. П. Бирюков. Сейчас это один из фондов Государственного архива Свердловской области.
Владимир Павлович Бирюков умер 18 июня 1971 года в городе Свердловске Свердловской области, ныне город Екатеринбург. Похоронен на Нижне-Исетском кладбище Чкаловского района города Свердловска.

## Награды
- Императорский и Царский Орден Святого Станислава III степени
- Почётная грамота Президиума Верховного совета РСФСР.
- Персональная пенсия республиканского значения, с 1 марта 1940 года

## Память

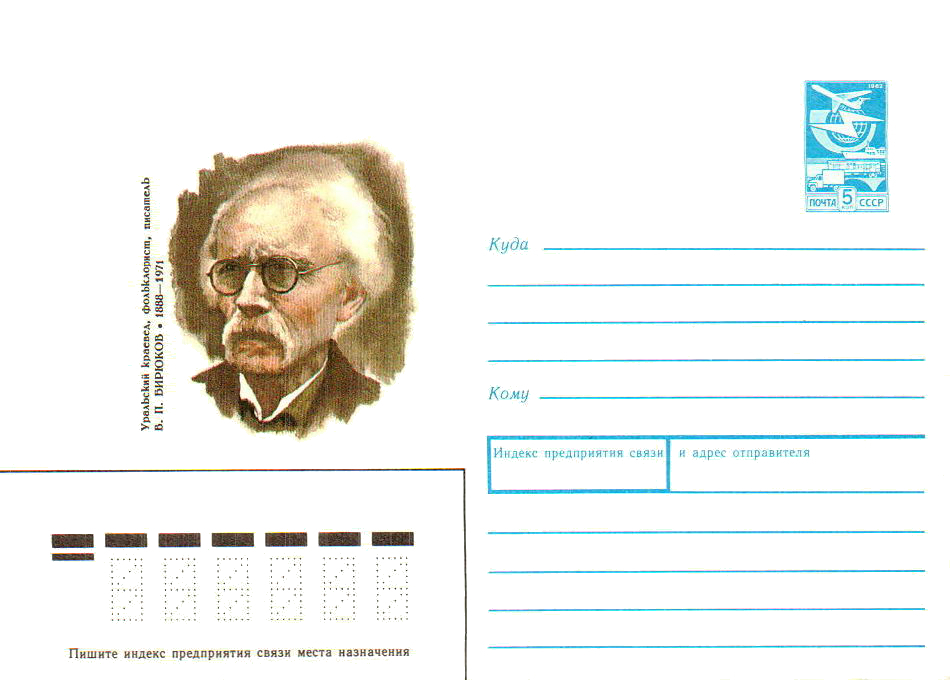
Почтовый конверт СССР

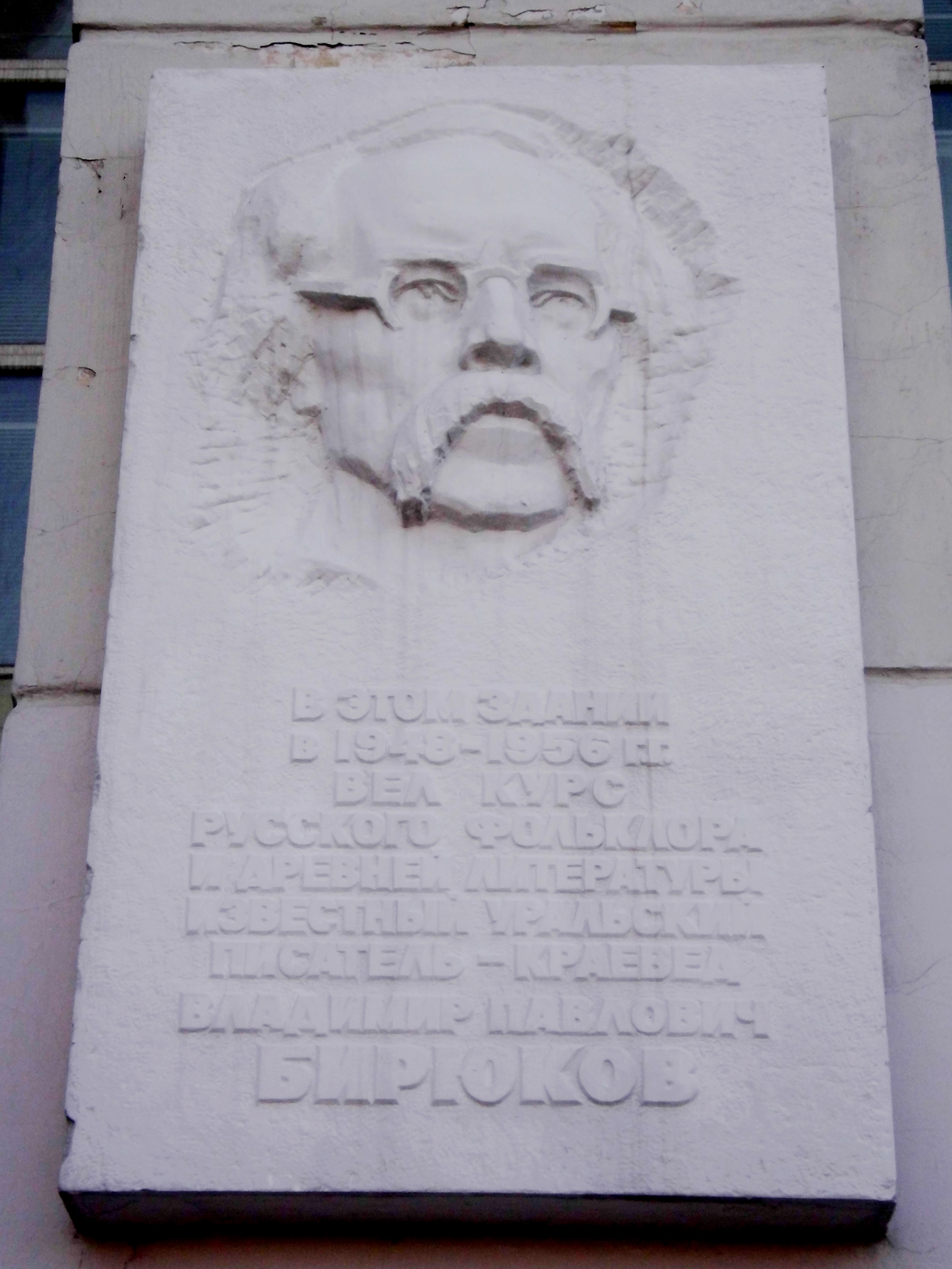
Мемориальная доска на фасаде здания Челябинского пединститута (ныне Южно-Уральский государственный гуманитарно-педагогический университет).

- С 1973 года в память о Бирюкове проводятся Бирюковские чтения (преимущественно в Челябинске, отдельные чтения проходили в Шадринске (1994) и Кургане), присваивается звание лауреата премии им. В. П. Бирюкова.
- 26 февраля 1988 года, к 100-летию со дня рождения Владимира Павловича Бирюкова, выпущен почтовый художественный маркированный конверт тиражом 500 тысяч экземпляров. Художник Л. Кузьмов.
- Мемориальная доска с барельефом В.П. Бирюкова открыта 16 сентября 1975 году на фасаде здания Челябинского пединститута (ныне Южно-Уральский государственный гуманитарно-педагогический университет), где Бирюков преподавал в 1946—1956 годах; г. Челябинск, проспект Ленина, 69.[6].
- В 1993 году Шадринскому краеведческому  музею постановлением администрации г. Шадринска №159 от 9 апреля 1993 г. было присвоено имя В.П. Бирюкова.
- Мемориальная доска установлена на доме по адресу Пионерская, 92 в городе Шадринске, где проживал В.П. Бирюков[7].

## Семья
- Отец, Павел Владимирович Бирюков, псаломщик, был писарем Смолинского волостного правления Пермской губернии, и  по совместительству секретарем кредитной кооперации. В семье было 12 детей, но выжили только 8 сыновей и 2 дочери.
- Мать, Александра Егоровна (урожд. Шаброва).
  - Брат Павел — священник в Шадринске,
  - Брат Аркадий (23 февраля (6 марта)  1892 года — 29 июня 1969) — врач-педиатр, садовод-селекционер,
  - Брат Василий (22 февраля (6 марта)  1898 года — ?) — художник,
  - Брат Михаил (24 февраля (9 марта)  1902 года — 1989) — селекционер, кандидат сельскохозяйственных наук, краевед (исследовал документы Далматовского монастыря),
- Жена Лариса Николаевна (урожд. Боголепова из села Першинского).
  - Сын Иринарх (февраль 1913 — с 19 на 20 декабря 1936), окончил школу второй ступени в Шадринске, учился в Уральском государственном университете, был арестован осенью 1936 года, умер в заключении.